# La Dent
La Dent är en kulle i Schweiz. Den ligger i distriktet Jura-Nord vaudois och kantonen Vaud, i den västra delen av landet, 90 km väster om huvudstaden Bern. Toppen på La Dent är 1 204 meter över havet.